# Valinhos
Valinhos és una ciutat i municipi (municipio) brasiler de l'Estat de São Paulo, geogràficament a la vora de Campinas. Valinhos és famós per la seva Festa do Figo (Festa de la Figa) anual, i és el lloc de naixement d'Adoniran Barbosa.